# SZZSD CSSZ7

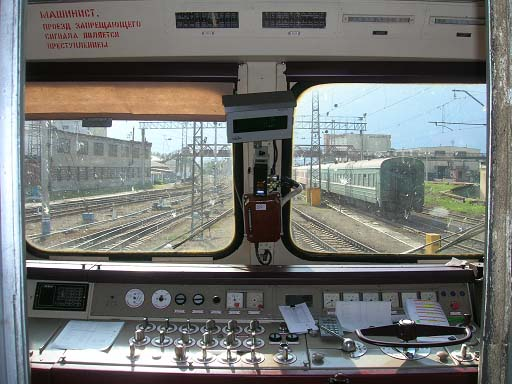
Vezetőállás

A SZZSD CSSZ7 sorozat szovjet kétszekciós villamosmozdony-sorozat. A Škoda gyártotta 1983 és 2000 között. Összesen 321 db készült a sorozatból.